# Dykeman Point
Der Dykeman Point ist eine Landspitze an der Westküste der Alexander-I.-Insel vor der Westküste der Antarktischen Halbinsel. Sie liegt zwischen dem Rameau Inlet und dem Verdi Inlet und markiert den nordwestlichen Ausläufer der Pesce-Halbinsel.
Der United States Geological Survey kartierte die Landspitze anhand von Luftaufnahmen der United States Navy aus den Jahren von 1967 bis 1968 sowie mittels Landsataufnahmen von 1972 und 1973. Das Advisory Committee on Antarctic Names benannte sie nach Paul Richard Dykeman, Kommandant der Navy-Einheit VXE-6 in Antarktika von Mai 1981 bis Mai 1982.